# Вогнеголовий колібрі
Вогнеголовий колі́брі (Sephanoides) — рід серпокрильцеподібних птахів родини колібрієвих (Trochilidae). Представники цього роду мешкають в Аргентині і Чилі.

## Види
Виділяють два види:
- Колібрі вогнеголовий (Sephanoides sephaniodes)
- Колібрі фернандеський (Sephanoides fernandensis)

## Етимологія
Наукова назва роду Sephanoides походить від сполучення слів дав.-гр. στεφανη — діадема і οιδης — той, що нагадує.